# ファミリーJoinデイズ
ファミリーJoinデイズ（ふぁみりーじょいんでいず）は、1999年度から毎年ゴールデンウィークに、Jリーグが行っているイベントのタイトルである。

## 概要
Jリーグの目指す地域密着型チーム運営をより一層浸透させること、そして家族連れで試合の観戦を楽しんでもらうことを目指し、J1、J2の全参加チームがそれぞれ期間中のホームゲーム1試合（クラブによっては2試合になることもある）を対象として、サッカー関連のゲーム大会、選手・スタッフとの交歓イベント、その他Jリーグ百年構想のイメージキャラクター「Mr.ピッチ」によるアトラクションなどを展開している。
原則としてはホームタウンでの試合が対象だが、2005年のヴァンフォーレ甲府vsザスパ草津は松本アルウィンで行われた。

## イベント内容
- 2002年 - 2002 FIFAワールドカップの関係で7月に開催。
- 2004年 - 『Mr.ピッチ 携帯ケース』のプレゼント。
- 2007年 - 『Mr.ピッチ マグネット』のプレゼント。
- 2008年 - 『Mr.ピッチ オリジナルレジャーシート』のプレゼント。
- 2009年 - Jリーグの通算入場者数が、1億人に達した記念として「ありがとう! 1億人キャンペーン」を展開。来場者に『限定メモリアルカード』をプレゼント。